# Andrea Baldini
Andrea Baldini, född den 19 december 1985 i Livorno, Italien, är en italiensk fäktare som tog OS-guld i herrarnas lagtävling i florett i samband med de olympiska fäktningstävlingarna 2012 i London.